# Eredivisie (mannenhandbal) 1995/96
De Eredivisie is de hoogste afdeling van het Nederlandse handbal bij de heren op landelijk niveau. In het seizoen 1995/1996 werd ANOVA/E&O voor de vierde keer landskampioen. Bevo HC en Kolping degradeerden naar de Eerste divisie.

## Opzet
Eerst speelden de 10 ploegen in competitieverband. Plek één tot en met vier belandde in de kampioenspoule. Deze ploegen speelden één wedstrijd tegen elke elkaar. De beste twee teams uit de kampioenspoule plaatsten zich voor de Best of Three-serie. Aan de hand van de Best of Three-serie werd bepaald die landskampioen van Nederland werd. De twee laagst geklasseerde ploegen in de reguliere competitie degradeerden naar de eerste divisie.

## Teams
| · Aalsmeer Bevo HC Blauw-Wit E&O Kolping Sittardia Tachos V&L Anhem Teams die uitkomen in de eredivisie. | 00000000 | · AHF ESCA Teams in de uit de gemeente Arnhem. |

| Club             | Plaats    | Provincie     |
| ---------------- | --------- | ------------- |
| Thrifty/Aalsmeer | Aalsmeer  | Noord-Holland |
| Bevo HC          | Panningen | Limburg       |
| Inrada/Blauw-Wit | Neerbeek  | Limburg       |
| ANOVA/E&O        | Emmen     | Drenthe       |
| Kolping          | Ouddorp   | Noord-Holland |
| ESCA             | Arnhem    | Gelderland    |
| Horn/Sittardia   | Sittard   | Limburg       |
| AHF Arnhem       | Arnhem    | Gelderland    |
| Tachos           | Waalwijk  | Noord-Brabant |
| Hirschmann/V&L   | Geleen    | Limburg       |

## Reguliere competitie
| Pos | Club             | Wed | W  | G | V  | Ptn | DV  | DT  | +/−  | Opmerking                          |
| --- | ---------------- | --- | -- | - | -- | --- | --- | --- | ---- | ---------------------------------- |
| 1   | ANOVA/E&O        | 18  | 16 | 0 | 2  | 32  | 470 | 352 | +118 | Gekwalificeerd voor kampioenspoule |
| 2   | Hirschmann/V&L   | 18  | 14 | 2 | 2  | 30  | 391 | 313 | +78  | Gekwalificeerd voor kampioenspoule |
| 3   | Horn/Sittardia   | 18  | 14 | 0 | 4  | 28  | 424 | 336 | +88  | Gekwalificeerd voor kampioenspoule |
| 4   | Thrifty/Aalsmeer | 18  | 12 | 2 | 4  | 26  | 456 | 357 | +99  | Gekwalificeerd voor kampioenspoule |
| 5   | Tachos           | 18  | 6  | 1 | 11 | 13  | 377 | 395 | −18  |                                    |
| 6   | ESCA             | 18  | 6  | 1 | 11 | 13  | 354 | 427 | −73  |                                    |
| 7   | Inrada/Blauw-Wit | 18  | 5  | 0 | 12 | 12  | 357 | 380 | −23  |                                    |
| 8   | AHF Arnhem       | 18  | 5  | 2 | 11 | 12  | 388 | 457 | −69  |                                    |
| 9   | Bevo HC          | 18  | 4  | 1 | 13 | 9   | 301 | 369 | −68  | Degradatie naar eerste divisie     |
| 10  | Kolping          | 18  | 2  | 1 | 15 | 5   | 329 | 464 | −135 | Degradatie naar eerste divisie     |

## Kampioenspoule
| Pos | Club             | Wed | W | G | V | Ptn | Opmerking                         |
| --- | ---------------- | --- | - | - | - | --- | --------------------------------- |
| 1   | ANOVA/E&O        | 3   | 3 | 0 | 0 | 6   | Gekwalificeerd voor Best of Three |
| 2   | Hirschmann/V&L   | 3   | 1 | 1 | 1 | 3   | Gekwalificeerd voor Best of Three |
| 3   | Horn/Sittardia   | 3   | 0 | 2 | 1 | 2   |                                   |
| 4   | Thrifty/Aalsmeer | 3   | 0 | 1 | 2 | 1   |                                   |

## Best of Three
|  | Hirschmann/V&L | 18 - 20 | ANOVA/E&O |  |
|  |                |         |           |  |
|  |                |         |           |  |

|  | ANOVA/E&O | 18 - 15 | Hirschmann/V&L |  |
|  |           |         |                |  |
|  |           |         |                |  |

|  | Hirschmann/V&L | v | ANOVA/E&O |  |
|  |                |   |           |  |
|  |                |   |           |  |

## Handballer van het jaar
Op 20 september 1996 werd Peter Portengen van ANOVA/E&O tot handballer van het jaar uitgeroepen door trainers van de eredivisie en een aantal handbaljournalisten.
| Pos | Naam            | Club           |
| --- | --------------- | -------------- |
| 1   | Peter Portengen | ANOVA/E&O      |
| 2   | Jop Hagreize    | ANOVA/E&O      |
| 3   | Wil Jacobs      | Hirschmann/V&L |

## Trivia
- Tijdens de laatste en beslissende finalewedstrijd ANOVA/E&O tegen Hirschmann/V&L brak er na afloop van de wedstrijd een incident uit tussen de spelers en technische staf van V&L en het scheidsrechtersduo Van Dongen/Brussel. V&L zou ontevreden zijn over het optreden van de twee scheidsrechters tijdens de wedstrijd. Tijdens het incident vielen er enkele klappen, waarbij scheidsrechter Van Dongen bewusteloos op de grond viel. V&L-coach Pim Rietbroek en V&L-speler Rutger Sanders werden beide vanwege hun betrokkenheid bij dit incident bestraft door een tuchtcommissie van het Nederlands Handbal Verbond. Rietbroek werd een half jaar geschorst en Sanders voor zes wedstrijden.